# Georg Lindemann
Pour les articles homonymes, voir Lindemann.
 (novembre 2015).
Motif : style
Georg Heinrich Lindemann, né le 8 mars 1884 à Osterburg et mort le 25 septembre 1963 à Freudenstadt, est un officier de cavalerie allemand dans la Heer (l’Armée de terre), d’abord dans la Deutsches Heer au sein des Forces armées de l'Empire allemand pendant la Première Guerre mondiale, puis au sein de la Reichswehr de 1921 à 1935 et enfin dans la Heer de la Wehrmacht à partir de 1935 et pendant la Seconde Guerre mondiale.
Il a également été décoré de la croix de chevalier de la croix de fer avec feuilles de chêne (Ritterkreuz des Eisernen Kreuzes mit Eichenlaub). La croix de chevalier de la croix de fer est la plus élevée de sa catégorie, les feuilles de chêne ont été décernées pour reconnaître la bravoure extrême ou un commandement militaire sur le champ de bataille avec réussite.
Lindemann a survécu à la Seconde Guerre mondiale et a été plusieurs années prisonnier de guerre.

## Début de carrière
Georg Lindemann est né à Osterburg dans la province de Saxe. Georg est un cousin du docteur en droit Ernst Lindemann, père du  Kapitän zur See (capitaine de vaisseau) Ernst Lindemann, le seul commandant du cuirassé allemand Bismarck. Il étudie au lycée Empereur-Guillaume d'Hanovre, où il obtient son baccalauréat. Après avoir obtenu son diplôme de fin d'études, Lindemann s'engage le 26 février 1903 dans le 6e régiment de dragons à Mayence en tant que porte-drapeau. Après y avoir gravi les échelons jusqu'au grade de lieutenant, il est muté le 1er octobre 1913 au 13e régiment de chasseurs à cheval à Sarrelouis.
Lindemann rejoint le corps d'officier prussien et sert pendant la Première Guerre mondiale tant sur le front de l'Est que sur le front occidental. Après la guerre, il rejoint le corps franc Von Lettow et, pendant les troubles civils de 1919, il contribue à écraser la République des conseils de Bavière à Hambourg. En 1930, Lindemann sert comme officier commandant du 13e régiment de cavalerie.

## Seconde Guerre mondiale
Avec la montée du NSDAP, Lindemann est promu commandant de l'école de guerre (Kriegsschule) de Hanovre. Il occupe ce poste jusqu'en 1936. En 1936, Lindemann est promu Generalleutnant et prend le commandement de la 36. Infanterie Division. La division est impliquée dans la surveillance de la région de la Sarre pendant l'invasion de la Pologne. Il prend ensuite part à l'invasion de la France. À la fin de la campagne de l'Ouest, Lindemann est promu General der Kavallerie et reçoit le commandement du 50e corps d'armée allemand (L. Armeekorps). En juin 1941, lors du lancement de l'opération Barbarossa, Le L. Armeekorps de Lindemann fait partie du Groupe d'armées Nord et est sous son commandement pendant l'avance du groupe d'armée Nord face à Leningrad. Son unité est brièvement déplacée vers le commandement du groupe d'armées Centre au cours des opérations pour capturer Smolensk. Le L. Armeekorps de Lindemann retourne ensuite au sein du Groupe d'armées Nord. Pendant la période de son autorité militaire dans la région, la ville russe de Gatchina reçoit le nom de Lindemannstadt en son honneur sous l'occupation allemande.
Le 16 janvier 1942, Lindemann prend le commandement de la 18e armée allemande (18. Armee), une partie du Groupe d'armées du Nord. Plus tard, à l'été 1942, il est promu au grade de Generaloberst. Il commande la 18e armée allemande à travers les diverses campagnes autour de Leningrad et pendant la retraite de janvier 1944 à partir d'Oranienbaum à Narva. Jusqu'au 4 février 1944, le Groupe Sponheimer qui défend la ligne de Narva est subordonnée à la 18e armée commandée par Lindemann. Il est promu au commandement du Groupe d'armées Nord le 31 mars 1944. Son commandement à la tête de ce groupe d'armées a été de courte durée, et le 4 juillet 1944, il est relevé et transféré à la réserve de l'armée. Adolf Hitler a donné comme raison de ce changement que Lindemann était devenu trop vieux et trop faible.
Après avoir servi quelques mois dans la réserve de l'armée, Lindemann est mis aux commandes d'un nouveau personnel appelé Führungsstab Ostseeküste (état-major de la côte baltique). À partir du 1er février 1945, il occupe le poste de « commandant suprême des Forces armées au Danemark » (Wehrmachtsbefehlshaber Danemark), ce qui lui vaut le commandement de toutes les troupes allemandes au Danemark. En avril 1945, lorsque la fin de la guerre est évidente pour presque tous les commandants allemands, Lindemann émet un ordre à ses troupes de conserver une stricte discipline. Il a en outre ordonné que le Danemark doit être défendu jusqu'à la dernière balle.
Le 3 mai, Lindemann est invité à l'Académie navale de Mürwik pour participer à une réunion avec l'Oberkommando der Wehrmacht (OKW), le nouveau gouvernement et le nouveau chef d'État allemand, le Grand Amiral (Grossadmiral) Karl Dönitz. Lindemann informe Dönitz qu'il serait capable de tenir le Danemark pendant au moins un certain temps, et lui et son collègue de la Norvège, le général Franz Böhme, ont plaidé pour garder le Danemark et la Norvège sous contrôle allemand en vue de monnaie d'échange dans les négociations d'armistice à venir. Dönitz a cependant penché pour une paix immédiate, et l'Allemagne a capitulé sans conditions avec les forces d'occupations de la Hollande et du Danemark le 5 mai 1945. En tant que commandant de « l'Armée Lindemann », Lindemann a ensuite été chargé du démantèlement des forces allemandes du Danemark jusqu'au 6 juin 1945, date de son arrestation à son quartier général à Silkeborg.

## Après-guerre
Lindemann est prisonnier de guerre des forces américaines jusqu'en 1948. Il n'a pas été inculpé pour crimes de guerre ni par les Alliés, ni par le Danemark. Après sa libération, Lindemann a pris sa retraite en Allemagne de l'Ouest. Il est décédé le 25 septembre 1963.

## Décorations
- Croix de fer (1914)
  - 2e classe (9 septembre 1914)
  - 1re classe  (28 juillet 1915)
- Insigne des blessés (1914) en noir
- Croix de chevalier de l'ordre royal de Hohenzollern avec épées
- Croix d'honneur en 1934
- Croix de fer (1939)
  - 2e classe (26 septembre 1939)
  - 1re classe (30 octobre 1939)
- Médaille du Front de l'Est
- Croix de chevalier de la croix de fer avec feuilles de chêne
  - Croix de chevalier le 5 août 1940 en tant que Generalleutnant et commandant de la 36. Infantry-Division[3]
  - 275e feuilles de chêne le 21 août 1943 en tant que Generaloberst et commandant de la 18.Armee[4]
- Ordre de la Croix de la Liberté 1re classe avec étoile (29 mars 1943)
- Mentionné par deux fois dans le bulletin radiophonique Wehrmachtbericht (29 juin 1942 et 12 août 1943)